# رومالئوسائورید
رومالئوسائورید(نام علمی: Rhomaleosauridae) نام یک تیره از راسته پلسیوسور است.